# Student Prince Award
Der Student Prince Award ist ein Filmpreis, der für psychologische Lehrfilme an der Ruprecht-Karls-Universität Heidelberg verliehen wird. Der Preis wird im Rahmen des Seminars „Erstellung psychologischer Lehrfilme“ am Institut für Psychologie jeweils an den besten Lehrfilm des Seminars vergeben. Mit dem Preis sollen die wissenschaftsjournalistischen Fähigkeiten der Studenten gefördert und geehrt werden.

## Preisträger
1. Student Prince Award (2003): Axel Konrad, Markus Neumann und Tobias Vogel für den Film „Größentäuschungen: Der Ames-Raum im mittelalterlichen Umfeld.“ (12 min)[1][2]
2. Student Prince Award (2005): Sarah Gierhan[3] (geb. Bihler) & Sven Gierhan für den Film „memories“ (30 min, ungekürzte Version)[4]
3. Student Prince Award (2009): Oliver Arnold, Tobias Krüger und Arvid Neumann für den Film „Menschenbilder“ (15 min)[5]

## Hintergrund
Der Student Prince Award wird im Seminar „Erstellung psychologischer Lehrfilme“ am Institut für Psychologie der Universität Heidelberg vergeben. Für das Konzept erhielten die beiden Dozenten Bärbel Maier-Schicht und Bernd Reuschenbach im Jahr 2005 den Landeslehrpreis Baden-Württemberg.
Für den Student Prince Award lernen die Studierenden Grundlagen der Mediengestaltung (Konzept, Filmen, Schneiden). Die Filme entstehen in Kleingruppen innerhalb eines Semesters und werden öffentlich gezeigt.
Über die Gewinner entscheidet eine Expertenjury aus Dozenten und Mitgliedern der Universität, Filmschaffenden und Sponsoren gemeinsam mit dem Publikum, wobei die Voten für die Filme anonym und verdeckt per Schulnoten abgegeben werden. Die Voten der Experten zählen beim Endergebnis fünffach.